# Forcipomyia belkini
Forcipomyia belkini är en tvåvingeart som beskrevs av Meillon och Wirth 1979. Forcipomyia belkini ingår i släktet Forcipomyia och familjen svidknott. Inga underarter finns listade i Catalogue of Life.